# Paul Parfouru
Paul Parfouru est un archiviste français, né le 19 août 1846 à Saint-Clair-sur-Elle et mort le 26 février 1905 à Saint-Lô. 

## Jeunesse et études
Né dans le Cotentin, Paul Parfouru fit ses études chez les eudistes de l’Institut d’Agneaux, où il eut pour professeur le R.P. Odon Delarc. Il fut très attaché à sa Normandie natale, à laquelle il consacra sa thèse, mais s’en trouva éloigné presque toute sa carrière, du fait de ses activités à Auch puis à Rennes. 
Il entra en 1868 à l'École des chartes, dont il sortit en 1871. il ne put soutenir sa thèse qu’en 1873, intitulée Étude sur la Maison-Dieu de Saint-Lô . La même année, il proposa un Examen critique et analytique de la chronique de Normandie . Comme bien des chartistes, il ne trouva pas le temps de les faire imprimer. 

## Archiviste du Gers
À peine diplômé, il fut envoyé comme archiviste à Auch, par arrêté du préfet du Gers du 3 mars 1874. il succédait à l’abbé Léonce Couture et fut chargé de la remise en ordre complète des Archives départementales, classant les fonds des séries d’époque révolutionnaires L et Q (1878) et en commençant les inventaires des séries ecclésiastiques G et H. L’administration lui confia le fonds de l'Intendance d’Auch, très important et terminé en 1892.
Familiarisé avec l’histoire de la Gascogne, Paul Parfouru rédigea plusieurs notices parmi lesquelles  les « Comptes consulaires de la ville de Riscle, de 1441 à 1507 » (en gascon) ; ou encore l’ « Inventaire des cartulaires du chapitre d’Auch ». Depuis 1884, il était devenu membre correspondant du Comité des travaux historiques et scientifiques, auquel il apporta ses contributions érudites. Il était en outre l’archiviste de la Société historique de Gascogne.

## Archiviste de l'Ille-et-Vilaine
Par arrêté préfectoral du 26 septembre 1890, il put se rapprocher de sa province natale en devant l’archiviste départemental de l’Ille-et-Vilaine. Il arrivait dans un dépôt quasi neuf et où tout semblait bien rangé. Pourtant, Paul Parfouru eut vite fait de constater que les étiquettes n’indiquaient parfois que faussement le contenu des liasses. Il lui fallut tout reprendre. Il vint à découvrir un amas de liasse de versements récents de l’administration départementale, et dans le même temps, il dut intégrer aux collections les archives du Parlement de Bretagne, où tout était à faire. Il publia son cadre de classement en 1896, et en 1900, les Archives d’Ille-et-Vilaine, qui conservaient 13 000 articles, disposait d’un répertoire de 15 000 fiches. Il sollicita les versements complémentaires des administrations locales et sut habilement faire acquérir, donner ou déposer des fonds privés des demeures privées, ce qui permit d’augmenter sensiblement la série E dont le classement fut refondu. Il dut ensuite s’attaquer à l’importante série L, jusqu’en 1904, année où la maladie se déclara.
Depuis 1896 cependant, il enseignait la diplomatique et la paléographie à l’Université de Rennes aux étudiant en licence d’histoire et géographie. Il reçut la rosette d’officier de l’Instruction publique en 1899.
Là encore, ses classements de séries le familiarisèrent avec l’histoire de la province bretonne, qui lui valurent de publier les études suivantes :
- « Une saisie de navires marchands anglais à Nantes en 1587 (documents inédits) », dans : Annales de Bretagne, t. VIII, 1892-1893, p. 383-402 et 597-621 ;
- « Les Irlandais en Bretagne, XVIIe – XVIIIe siècles », dans : Annales de Bretagne, t. IX, 1893-1894, p. 524-533, et à part, 1894, 12 p. ;
- « Une mutinerie d’écoliers au collège de Rennes (1629) », dans : Annales de Bretagne, t. IX, 1893-1894, p. 534-543, et à part, 1894, 12 p. ;
- « Une révolte d’écoliers au collège de Vannes (1629) », dans : Annales de Bretagne, t. X, 1894-1895, p. 228-246, et à part, 1894, 12 p. ;
- Capture d'un corsaire espagnol près de Perros-Guirec par des habitants de Lannion, 28 août 1648, dans : Bulletin de la Société d'études historiques et géographiques de Bretagne, 1898 ;
- « Inventaire des archives de la paroisse de Saint-Sauveur de Rennes par Gilles de Languedoc, 1720 », : Mémoires de la Société Archéologique d'Ille-et-Vilaine, t. XXVII, 1898, t. XXVIII, 1898, p. 205-284 ;
- « Anciens livres de raison de familles bretonnes, conservés aux archives d'Ille-et-Vilaine », dans Bulletin archéologique des associations bretonnes », 3e série, t. XVI, p. 395-470, et à part, 1898, 73 p. ;
- « Lettres du peintre L.-J. de Launay (1724-1726 »), dans : Mémoires de la Société Archéologique d'Ille-et-Vilaine, t. XXVII, 1898, et à part, 38 p. ;
- « Une course de quintaine à Availles en 1507 », dans : Mémoires de la société archéologique d'Ille-et-Vilaine, t. XXVIII, 1899, p. 285-296, et à part, 14 p. ;.
- Mémoires de Charles Gouyon, baron de La Moussaye (1553-1587) , Paris, Parfouru-Vallée, 1901, 248 p., suppl., 1901, 24 p. ;
- « Les anciennes tapisseries du Palais de Justice de Rennes », dans : Réunions des sociétés des beaux-arts des départements. Compte-rendu des séances, t. XXVIII, année 1904, p. 179-197, et à part, 23 p.  pl.

La bibliographie complète a été publiée (41 numéros) par M. Lefort dans sa notice nécrologique, dont la référence est citée ci-dessous .

## Sources
- « Paul Parfouru, ancien archiviste du Gers et de l’Ille-et-Vilaine », dans : Bibliothèque de l'École des chartes, 1905, vol. 66, p. 561-232, et : d’après cette source, p. 561, n. 1 :
- Henri Sée, « (Paul Parfouru : notice nécrologique) », Annales de Bretagne, t. XX, n° 3, avril 1905, p. 225 ;
- B. Pocquet de Haut-Jussé, « (Paul Parfouru : notice nécrologique) », Mémoires de la Société archéologique d’Ille-et-Vilaine, t. XXXV ;
- Adrien Lavergne, « Paul Parfouru ancien archiviste du Gers », Bulletin de la Société archéologique du Gers, 1er trim. 1905, p. 44 (lire en ligne)
- Antoine Degert, « M. Parfouru », Revue de Gascogne, 1905, p. 171 (lire en ligne)